# Laelia
Laelia Lindl. es un género que tiene 23 especies de orquídeas epifitas, ahora se han quedado en solo 11 especies, el resto se han trasladado al género Sophronitis y Laelia superbiens que ha sido reclasificada al género Schomburgkia. Se encuentran ampliamente distribuidas por México y Centroamérica. 

## Hábitat
Las especies de este género son epifitas y se encuentra en las tierras de clima subtropical o templado de México, y Centroamérica. Laelia speciosa es una planta que se desarrolla en alturas, teniendo preferencia por unas condiciones soleadas, frías y secas. Las demás se desarrollan en selva con humedad y calor en verano y temperaturas frescas y sequedad en invierno. Laelia albida, Laelia anceps y Laelia autumnalis prefieren las altitudes frías. 

## Descripción
Estas especies tienen una amplia gama de color en sus flores en racimos que pueden ser erectos o péndulos.
La mayoría son epífitas, pero unas pocas son  litófitas, tal como Laelia anceps. Están muy próximas a Cattleya con las que solo tienen de diferencia el número de polinia.  Los tallos son normalmente cortos, sin embargo el tallo de Laelia anceps puede medir más de 1 metro.
 
Los pseudobulbos de unos 6 a 30 cm de longitud, son ovoides, y están claramente separados.
Cada pseudobulbo desarrolla una o dos hojas céreas y aspecto de cuero de unos 20 cm de longitud.
La inflorescencia es en racimo y puede tener una longitud de 30 cm y llevar unas 8 flores, las cuales rosas o púrpuras con un labelo púrpura que vira a blanco en la proximidad de la columna.
Florecen en primavera u otoño. Las variedades Alba son raras y muy apreciadas.
Los miembros de este género se crían fácilmente en cultivo y son resistentes a las sequías. El cultivo de cada especie requiere unas condiciones específicas que corresponden con las de su hábitat natural. Muchas de ellas se pueden situar en placas, por lo que sus raíces pueden recibir corrientes de aire y aguantar ciclos de humedad o sequía. 
Muchas de las especies de Suramérica que antes estaban en el género Laelia, están ahora clasificadas en Sophronitis (van den Berg and Chase "Lindleyana" 15 (2), p. 115, junio de 2000). El estado taxonómico de algunas de estas especies dentro de Laelia era dudoso por lo que con base en la filogenética molecular fueron reclasificadas. Parece ser que algunos horticultores y taxonomistas, rechazan estos cambios y rehúyen de aceptarlas como Sophronitis por lo que siguen designándolas como Laelia.
Las especies de Laelia se hibridan fácilmente con especies dentro del género y con otros géneros próximos, tal como Cattleya (× Laeliocattleya, más de 2,000 especies), Brassavola, Bletia, Rhyncholaelia, y Sophronitis. La mayoría de las orquídeas híbridas pertenecen a esta categoría p.e. ×Sophrolaeliocattleya, ×Brassolaeliocattleya y un gran número de otras variaciones.

## Taxonomía
El género fue descrito por John Lindley y publicado en The Genera and Species of Orchidaceous Plants 96, 115. 1831.
Etimología
Laelia: nombre genérico que ha sido nombrado por "Laelia", una de las vírgenes vestales, o por el nombre romano de "Laelius", perteneciente a una antigua familia romana. 

## Especies deLaelia
- Laelia albida Bateman ex Lindl. (1839)
- Laelia anceps Lindl. (1835)
- Laelia aurea A.V.Navarro (1990)
- Laelia autumnalis (Lex.) Lindl. (1831)
- Laelia colombiana J.M.H.Shaw (2008)
- Laelia crispa
- Laelia crawshayana Rchb.f. (1883)
- Laelia eyermaniana Rchb.f. (1888)
- Laelia furfuracea Lindl. (1839)
- Laelia gloriosa (Rchb.f.) L.O.Williams (1941)
- Laelia gouldiana Rchb.f. (1888)
- Laelia heidii (Carnevali) Van den Berg & M.W.Chase (2004)
- Laelia lueddemanii (Prill.) L.O.Williams (1940)
- Laelia lyonsii (Lindl.) L.O.Williams (1941)
- Laelia marginata (Lindl.) L.O.Williams (1941)
- Laelia moyobambae (Schltr.) C.Schweinf. (1944)
- Laelia purpurata
- Laelia rosea (Linden ex Lindl.) C.Schweinf. (1967)
- Laelia rubescens Lindl. (1840)
- Laelia schultzei (Schltr.) J.M.H.Shaw (2008)
- Laelia speciosa (Kunth) Schltr. (1914) - especie tipo -
- Laelia splendida (Schltr.) L.O.Williams (1941)
- Laelia superbiens Lindl. (1840)
- Laelia tenebrosa
- Laelia undulata (Lindl.) L.O.Williams (1941)
- Laelia weberbaueriana (Kraenzl.) C.Schweinf. (1944)

## Híbridos entre especiesLaelia
- Laelia × crawshayana Rchb.f. (1883)
- Laelia × eyermaniana Rchb.f. (1888)
- Laelia × oweniae L.Linden (1892)

## Híbridos Intergenéricos
- Allenara: Alna (Cattleya × Diacrium × Epidendrum × Laelia)

- Aspodonia: Aspd (Aspasia × Laelia × Odontoglossum)

- Brassolaelia: Bl (Brassavola × Laelia)

- Brassolaeliocattleya: Blc (Brassavola × Cattleya × Laelia)

- Brassoepilaelia: Bpl (Brassavola × Epidendrum × Laelia)

- Buiara: Bui (Broughtonia × Cattleya × Epidendrum × Laelia × Sophronitis)

- Calaeonitis: Can (Caularthron × Laelia × Sophronitis)

- Clarkeara: Clka (Brassavola × Cattleya × Diacrium × Laelia × Sophronitis)

- Caulaelia: Cll (Caularthron × Laelia)

- Carmichaelara: Crml (Brassavola × Broughtonia × Laelia)

- Catcylaelia: Ctyl (Cattleya × Encyclia × Laelia)

- Dialaelia: Dial (Diacrium × Laelia)

- Dialaeliocattleya: Dialc (Cattleya × Diacrium × Laelia)

- Dillonara: Dill (Epidendrum × Laelia × Schomburgkia)

- Dieselara: Dsla (Laelia × Schomburgkia × Sophronitis)

- Epilaeliocattleya: Eplc (Cattleya × Epidendrum × Laelia)

- Fergusonara: Ferg (Brassavola × Cattleya × Laelia × Schomburgkia × Sophronitis)

- Fialaara: Fia (Broughtonia × Cattleya × Laelia × Laeliopsis)

- Fredschechterara: Fre (Broughtonia × Cattleya × Epidendrum × Laelia × Schomburgkia)

- Gerberara: Gba (Brassavola × Diacrium × Laelia)

- Gladysyeeara: Glya (Brassavola × Broughtonia × Cattleya × Cattleyopsis × Diacrium × Epidendrum ×Laelia × Sophronitis)

- Gumara: Gum (Diacrium × Epidendrum × Laelia).

- Hartara: Hart (Broughtonia × Laelia × Sophronitis).

- Hasegawaara: Hasgw (Brassavola × Broughtonia × Cattleya × Laelia × Sophronitis)

- Hattoriara: Hatt (Brassavola × Broughtonia × Cattleya × Epidendrum × Laelia)

- Hawkinsara: Hknsa (Broughtonia × Cattleya × Laelia × Sophronitis)

- Herbertara: Hbtr (Cattleya × Laelia × Schomburgkia × Sophronitis)

- Higashiara: Hgsh (Cattleya × Diacrium × Laelia × Sophronitis)

- Iacovielloara: Icvl (Brassavola × Cattleya × Diacrium × Epidendrum × Laelia)

- Iwanagaara: Iwan (Brassavola × Cattleya × Diacrium × Laelia)

- Izumiara: Izma (Cattleya × Epidendrum × Laelia × Schomburgkia × Sophronitis)

- Jimenezara: Jmzra (Broughtonia × Laelia × Laeliopsis)

- Jewellara: Jwa (Broughtonia × Cattleya × Epidendrum × Laelia)

- Johnyeeara: Jya (Brassavola × Cattleya × Epidendrum × Laelia × Schomburgkia × Sophronitis)

- Kirchara: Kir (Cattleya × Epidendrum × Laelia × Sophronitis)

- Klehmara: Klma (Diacrium × Laelia × Schomburgkia)

- Kawamotoara: Kwmta (Brassavola × Cattleya × Domingoa × Epidendrum × Laelia)

- Laeliocattleya: Lc (Cattleya × Laelia)

- Laeliocattkeria: Lcka (Barkeria × Cattleya × Laelia)

- Laeliocatanthe: Lcn (Cattleya × Laelia × Guarianthe)

- Laeliocatarthron: Lcr (Cattleya × Caularthron × Laelia)

- Laeliocatonia: Lctna (Broughtonia × Cattleya × Laelia)

- Liaopsis: Liaps (Laelia × Laeliopsis)

- Laeliokeria: Lkra (Barkeria × Laelia)

- Laelonia: Lna (Broughtonia × Laelia)

- Laelianthe: Lnt (Guarianthe × Laelia)

- Lowara: Low (Brassavola × Laelia × Sophronitis)

- Leptolaelia: Lptl (Laelia × Leptotes)

- Laelirhynchos: Lrn (Rhyncholaelia × Laelia)

- Lyonara: Lyon (Cattleya × Laelia × Schomburgkia). // reemplazado por Schombolaeliocattleya [Scl.]

- Mailamaiara: Mai (Cattleya × Diacrium × Laelia × Schomburgkia)

- Maclemoreara: Mclmra (Brassavola × Laelia × Schomburgkia)

- Mooreara: Mora (Brassavola × Broughtonia × Cattleya × Laelia × Schomburgkia × Sophronitis)

- Matsudaara: Msda (Barkeria × Cattleya × Laelia × Sophronitis)

- Northenara: Nrna (Cattleya × Epidendrum × Laelia × Schomburgkia)

- Nuccioara: Nuc (Cattleya × Caularthron × Laelia × Sophronitis)

- Otaara: Otr (Brassavola × Broughtonia × Cattleya × Laelia)

- Potinara: Pot (Brassavola × Cattleya × Laelia × Sophronitis)

- Proslia: Psl (Laelia × Prosthechea)

- Recchara: Recc (Brassavola × Cattleya × Laelia × Schomburgkia)

- Rothara: Roth (Brassavola × Cattleya × Epidendrum × Laelia × Sophronitis)

- Schombolaeliocattleya: Scl (Cattleya × Laelia × Schomburgkia). // reemplaza a Lyonara [Lyon]

- Severinara: Sev (Diacrium × Laelia × Sophronitis)

- Stanfieldara: Sfdra (Epidendrum × Laelia × Sophronitis)

- Sophrolaelia: Sl (Laelia × Sophronitis)

- Schombolaelia: Smbl (Laelia × Schomburgkia)

- Staalara: Staal (Barkeria × Laelia × Sophronitis)

- Westara: Wsta (Brassavola × Broughtonia × Cattleya × Laelia × Schomburgkia)

- Yamadara: Yam (Brassavola × Cattleya × Epidendrum × Laelia)

- Yahiroara: Yhra (Brassavola × Cattleya × Epidendrum × Laelia × Schomburgkia)x Schomburgkia)